# جاده ای۱۱۰ (انگلستان)
جاده ای۱۱۰ (به انگلیسی: A110 road) یکی از جاده‌های کشور انگلستان است.
این جاده از ناحیه وودفورد شروع و در ناحیه بارنت، لندن به پایان می‌رسد، طول این جاده ۱۷٫۴ کیلومتر است.